# Bombardier TWINDEXX Swiss Express
Le TWINDEXX Swiss Express est une rame des Chemins de fer fédéraux suisses, construit par Bombardier Transport. En dénomination UIC, il est nommé RABe 502 pour la version InterRegio (IR 100 et IR 200) et RABDe 502 pour la version InterCity (IC 200).

## Histoire

### Le contrat du siècle
En 2009, les CFF lancèrent un appel d'offres pour l'achat de 59 rames à deux étages, qui seraient capables d'atteindre 200 km/h grâce à de fortes accélérations puis décélérations sur le plan technique, mais également de répondre à la demande croissante de la part des usagers, en particulier sur les axes stratégiques Genève - Lausanne et Lausanne - Berne, alors proches de la saturation. 
Après la clôture de cet appel d'offres, Siemens, Stadler Rail et Bombardier avaient déposé une offre. Le cahier des charges spécifiait un train spacieux, confortable et pratique pour les usagers, notamment en termes d'accessibilité et d'échange rapide des voyageurs en gare, avec des temps d'arrêt réduits. De plus, afin de gagner un maximum de temps dans les parcours, le train devait être pendulaire : Siemens avait opté pour un système à suspensions primaires, Stadler pour une pendulation passive (similaire à certains trains de l'espagnol Talgo), tandis que Bombardier proposait ses bogies Wako (de l'allemand Wankkompensation, compensation du roulis en français), issus de sa gamme FLEXX Tronic,. Ce fut cette dernière option que les CFF retinrent.  
La construction des rames débuta en 2010 dans les ateliers Bombardier de Görlitz (Allemagne) pour la fabrication des chaudrons en aluminium des voitures ainsi que le montage complet des voitures-pilotes, tandis que l'assemblage final des remorques intermédiaires aurait lieu à Villeneuve en Suisse (anciens ateliers de Vevey Technologies).

### Des problèmes juridiques
Mais l'élan festif généré par cette commande fut de courte durée : très rapidement, des organisations de défense de personnes à mobilité réduite dénoncèrent la position d'un compartiment pour fauteuils roulants trop éloigné du reste du convoi, et réclamaient encore un ascenseur pour permettre à ces personnes de se rendre à l'étage supérieur. De plus, l'aménagement de la voiture restaurant fut lui aussi décrié.  
Après que l'affaire fut portée devant les tribunaux, les CFF décidèrent de se ranger du côté de ces organisations de défense et de faire les aménagements nécessaires pour éviter de nouveaux recours dans l'élaboration du Twindexx.  
En janvier 2014, quelques mois suivant ces premiers différends juridiques, le directeur des CFF, Andreas Meyer, avoua à la presse que Bombardier rencontrait "de sérieux problèmes avec la construction des trains", et que le retard de deux ans initialement prévu pourrait augmenter, voire doubler. Quelques semaines plus tard, on apprenait par la RTS que Bombardier réclamait aux CFF quelque 320 millions de francs, à la suite des nombreux changements demandés par la compagnie dans l'élaboration des trains, qui avaient nécessité de nombreux contrôles techniques quant à la faisabilité de ces changements. À cet instant, le conflit entre Bombardier et les CFF atteignit son point d'orgue : alors que la firme canadienne demandait des dommages financiers à la régie fédérale, cette dernière exigeait d'elle le paiement d'une amende pour le retard accumulé dans la conception, construction et livraison des trains.  
Alors que certains journalistes pronostiquaient une rupture de contrat entre les deux parties, les CFF déposèrent en avril 2014 une plainte pénale pour divulgation intempestive d'une information censée rester confidentielle. En effet, la RTS avait révélé qu'une circulaire interne à la régie fédérale informait que Bombardier exigeait de la part de son client les 320 millions de francs précédemment cités. Les CFF n'ont jamais relayé de communiqué de presse officiel concernant ce point de l'affaire : seul demeure sur le site de la RTS l'annonce de la plainte, mais rien n'est clairement précisé quant à une résolution de ce problème.  
Finalement, afin d'apaiser le conflit et de repartir sur de bonnes bases, les CFF et Bombardier revirent les termes de leur contrat, et annoncèrent à la presse en novembre 2014 qu'en compensation du retard, Bombardier offrirait à la compagnie trois trains supplémentaires (poussant le nombre total de véhicules à 62), tandis que la mise en service effective de ces derniers aurait lieu au changement d'horaire de décembre 2017. Les prémices de cet accord avaient pu être discernées en juin de la même année, dans l'émission "Toutes Taxes Comprises", qui avait réalisé un numéro spécial, consacré à Bombardier et au Twindexx. Lors d'une interview, le directeur de Bombardier Suisse, Stéphane Wettstein, déclarait que les différends entre le constructeur et le client seraient revus à l'amiable, et qu'une rupture de contrat n'était plus d'actualité. Au moment de l'émission, trois trains étaient au stade de l'assemblage final, et donc prêts pour les premiers tests dynamiques.  
De ce fait, à la fin de l'année 2014, la bataille juridique entre les CFF et Bombardier était définitivement close, presque trois ans après les premières doléances déposées par les organisations de défense des personnes à mobilité réduite.

### Le fleuron de la flotte
Puis, dans son journal du 8 juin 2015, la RTS présenta la première rame officiellement terminée du Twindexx, de type IR 200. Longue de 200 mètres, pouvant accueillir plus de 1 300 passagers en unités multiples, le train serait un remplaçant avantageux de son ancêtre l'IC 2000, surtout pour absorber l'augmentation du trafic sur des axes stratégiques, tels que Genève - Lausanne, Lausanne - Berne, Berne - Zürich, Zürich - Lucerne, etc. 
Le journal télévisé national, au même titre que la presse romande, décrivit un train élégant et souligna également sa technicité : grâce à ses bogies à compensation du roulis, le trajet Lausanne - Berne devait enfin passer sous la barre des 60 minutes. 
Bombardier, qui avait dû mettre certains de ses employés au chômage technique à la suite des retards de livraison, avait, pour l'occasion, inauguré une nouvelle halle de construction, baptisée "Gotthard", en référence au tunnel homonyme. Pouvant accueillir des compositions de 200 mètres, cette partie de l'usine de Villeneuve s'occuperait essentiellement des tests statiques du Twindexx, tandis que les tests dynamiques seraient effectués sur le circuit de Velim (République tchèque) pour les hautes vitesses (200 km/h) et sur le réseau des CFF pour les tests du système WAKO. Jusqu'ici, ce dernier a prouvé son efficacité et son confort, contrairement aux bogies Tiltronix du Pendolino d'Alstom, cause de mal de mer chez certains voyageurs. 
Les CFF avaient voulu le Twindexx comme le fleuron de leur flotte, en permettant un nombre de sièges 50 % supérieure à celle d'un IC 2000, tout en maintenant un confort à bord en évitant le roulis des autres trains pendulaires, tels que l'ICN. Même le responsable grandes lignes de la régie fédérale, Vincent Ducrot, assurait, à la signature du contrat en 2010, que le mal de mer généré par les précédents systèmes pendulaires seraient inexistants avec le Twindexx.

### Une longue attente
Malgré les promesses de Bombardier et la renégociation du contrat en 2014, les rames n'étaient, à la mi-décembre 2016, toujours qu'en phases de tests. Des phases très intensives, car la RTS publia le 14 décembre un communiqué de la SRF où Andreas Meyer affichait de clairs doutes quant à la livraison effective des premières rames dans le courant de l'année 2017, au vu de problèmes informatiques rencontrés par le constructeur canadien lors des courses d'essais effectuées sur le réseau CFF. Stéphane Wettstein, le directeur de Bombardier Suisse, s'est montré nettement plus optimiste, en annonçant que sur les 436 voitures à double étage commandées, 90 étaient prêtes à être testées puis mises en service commercial à la fin 2017. 
Néanmoins, les CFF ne voulant pas mettre en service des trains à la technicité fragile (notamment après les nombreuses mésaventures des premiers Pendolino ETR 470), ceux-ci annoncèrent que le Twindexx ne serait pas intégré à l'horaire sans que les tests aient été parfaitement concluants. Après ces nouveaux remous, plusieurs voix ont avancé que l'adjudication de ce "contrat du siècle" à la firme concurrente Stadler Rail aurait été une meilleure chose, dans la mesure où cette dernière a présenté au salon ferroviaire berlinois InnoTrans 2016 les cinq premières voitures de son EC 250, conçus et fabriqués en seulement seize mois.

### Une fin ternie?
Au commencement de l'année 2017, Bombardier Suisse, soulagé, annonçait être en mesure de fournir les 23 rames Twindexx pour le changement d'horaire du 10 décembre 2017. Mais cette annonce fut très rapidement ternie par une annonce antérieure de la direction générale de Bombardier, qui avait annoncé une importante vague de licenciements : en effet, en octobre 2016, cette dernière prévoyait de biffer 7 500 emplois dans ses rangs, dont 650 au niveau suisse. À cette période, les détails de cette mesure n'étant pas encore clairs, ils se précisèrent lors d'une conférence de presse tenue en juin 2017 : les licenciements en Suisse se feraient principalement sur des contrats dits "temporaires", soit des ouvriers engagés au début des années 2010 uniquement pour mener à bien les livraisons du Twindexx. Cependant, ceux-ci resteront en poste jusqu'à la fin du contrat de base signé en 2010 (portant sur la livraison de 59 rames), dont l'échéance devrait être la fin de l'année 2019. La conjoncture helvétique n'ayant pas permis de poursuivre ces contrats (le marché du renouvellement du matériel roulant des compagnies privées suisses ayant été attribué à Stadler Rail plutôt qu'au constructeur canadien) et la confiance des CFF s'égratignant au fur et à mesure de l'annonce de retards de livraison, Bombardier doute que la levée d'options (100 rames supplémentaires) prévue par le contrat de 2010 soit levée. Cette dernière aurait permis de fournir du travail au site d'assemblage de Villeneuve jusqu'en 2029.  
De plus, le jeudi 23 novembre 2017, les CFF annoncèrent officiellement que les Twindexx ne seront pas mis en service au changement d'horaire du 10 décembre. L'OFT ne leur ayant accordé qu'une homologation provisoire (des problèmes aux micrologiciels étant apparus), les tests se poursuivront jusqu'en 2018, année durant laquelle les trains devront impérativement être mis en service commercial (soit non seulement entre Berne - Zürich et Zürich - Coire, mais aussi et surtout entre Genève-aéroport et Saint-Gall). Ce serait alors la dernière limite que les CFF pourraient tolérer, au vu de leurs projets et de leur disponibilité en matériel roulant : au-delà, une nouvelle solution devrait être trouvée pour combler le manque créé.

### Un début à pas feutrés...
Au mois de novembre 2017, l'OFT autorise les six premières rames Twindexx (deux rames IR 100, deux rames IR 200 et deux rames IC 200) à circuler sur le réseau suisse avec des passagers à leur bord, cela à titre provisoire : l'autorisation est à renouveler dans le courant de l'année 2018, afin de voir comment les trains affrontent les cadences du réseau suisse. Si les tests sont concluants, les premières rames ainsi que les suivantes pourraient recevoir une homologation définitive et intégrer les lignes auxquelles elles avaient été initialement prévues, soit Genève-aéroport - Saint-Gall, ainsi que d'autres axes à fort trafic. 
Et finalement, c'est le lundi 26 février 2018 que les premières rames ont pu être empruntées par des pendulaires suisses. Certains cadres des CFF étaient également présents à bord des trains, ainsi que des ingénieurs de Bombardier. Aux premières impressions, le train apparaît comme très confortable. De plus, les moteurs ont été conçus pour économiser l'énergie, spécialement au démarrage. Enfin, l'attelage automatique Scharfenberg permet de coupler deux rames en heure de pointe et de les séparer en heures creuses,. 
Malheureusement, entre l'homologation provisoire en décembre 2017 et la mise en service en février 2018, deux nouvelles complications sont survenues : premièrement, le logiciel régissant l'entièreté du système électronique du train nécessitait une attente de 40 minutes lors d'un départ en sens inverse (dans une gare en cul-de-sac, par exemple) pour que le train se remette en marche. Néanmoins, pour résoudre ce problème, une mise à jour a pu être réalisée par le constructeur. 
Le second problème n'est en revanche toujours pas levé. Lors de la mise en service des convois, des personnes à mobilité réduite ont réalisé que la rampe d'accès à l'intérieur du train est trop raide : un fauteuil roulant ne peut pas sortir de manière autonome du train. Cela pose un sérieux problème légal : en 2023, les CFF devront au minimum proposer un convoi par heure accessible aux personnes à mobilité réduite, ce sur chacune de leurs lignes. Le Twindexx ne répondant pas à ce critère, les associations de défense des handicapés ont donc déposé un recours auprès du Tribunal administratif fédéral à Saint-Gall. Ce dernier a donné raison à l'homologation provisoire délivrée par l'OFT, permettant donc aux Twindexx de rouler sans restrictions. Cependant, les associations exigent entre autres que les rames encore en construction soient adaptées aux exigences de la législation suisse. Face à cela, les CFF ont déclaré que le Twindexx avait été pensé selon les normes européennes (qui s'appliquent en Suisse), et selon celles-ci, la pente de la rampe incriminée est conforme. Si la rampe devait être revue pour permettre le passage d'un fauteuil roulant, elle violerait ces normes européennes mais serait conforme aux exigences suisses de 2010 (le train étant conforme aux normes actuelles). Des discussions sont toujours en cours pour trouver un compromis entre ces deux juridictions. Le Twindexx ayant besoin d'être apte aux normes de l'UE, puisque les CFF désirent le mettre en service sur l'axe transfrontalier Zurich - Munich à la fin 2020. 
De plus, dans leur plainte, les associations de défense des handicapés incriminent également les écrans LCD annonçant les arrêts, qui refléteraient trop la lumière et seraient difficiles à déchiffrer pour les personnes malvoyantes ; la rampe de l'escalier menant au pont supérieur ; ainsi que les boutons d'ouverture des portes, inaccessibles depuis un fauteuil roulant .

### ...pour se retirer plus vite?
Après avoir annoncé que les trains seraient prêts pour la ligne IC 1 entre Genève-Aéroport et Saint-Gall au changement d'horaire de décembre 2018, les CFF durent rapidement déchanter, voyant que le taux de fiabilité des rames était très faible, voire médiocre. Dès lors, les trains restèrent cantonnés à leur "période d'essai" sur diverses lignes de Suisse alémanique, dont la ligne RegioExpress Zürich - Coire, où ils engendrèrent retards et suppressions, dus à leur technicité encore fragile. La presse, tout comme le Parlement suisse, commencèrent à s'impatienter quant aux retards de livraison, et aux surcoûts que cela allait engendrer. Afin de calmer le jeu, les CFF et Bombardier se réunirent lors d'une conférence de presse, où ils exposèrent les différents problèmes rencontrés, les possibles pistes de résolution, et les réponses aux rumeurs circulant sur le sujet, dont des pénalités d'un montant exorbitant.  
Cependant, malgré les différentes améliorations faites et promises par Bombardier, les trains demeurent encore, près de neuf ans après la signature du contrat, techniquement fragiles et, selon certains experts, pas prêts pour une exploitation commerciale aux cadences serrées. En juillet 2022, l'abandon du système WAKO est annoncé par les CFF.
À noter encore que ni l'Autriche ni l'Allemagne n'ont homologué le Twindexx, quand bien même celui-ci aurait dû circuler dans ces deux pays, en particulier sur la ligne Zürich-Munich.
Au cours de l'année 2020, les trains sont néanmoins mis en service sur la ligne principale IC1 entre Genève-aéroport et St-Gall, uniquement les week-end. Ainsi, le tout premier service commercial sur la ligne IC1 a été effectué le samedi 13 juin 2020. Depuis, les CFF ont progressivement augmenté le nombre de ces trains sur cette ligne. En effet, en décembre 2021, lors du changement d'horaire, les CFF ont mis en service de manière systématique uniquement des Twindexx d'une longueur de 400 mètres sur la ligne IC1. Depuis décembre 2020, ces trains circulent également sur les lignes IC3 entre Bâle - Zürich et Coire, IR13 entre Zürich - St-Gall et Sargans, IR36/37 entre Bâle et Zürich, IR70 entre Zürich et Lucerne et aussi sur différentes lignes RegioExpress en Suisse alémanique. Depuis le lundi 5 avril 2021, également sur les lignes IC2 entre Zürich - Zug et Lugano (-Chiasso) et IC21 entre Bâle - Lucerne et Lugano (-Chiasso) aux heures de pointe. Enfin, depuis le changement d'horaire de décembre 2023, un nombre important de ces trains circulent aussi sur la ligne IR15 entre Genève-aéroport - Lausanne - Bern et Lucerne en compositions multiples de 200 ou 300 mètres de long et sur la ligne IR27 entre Lucerne et Bâle.

## Descriptif technique

### Un train pendulaire qui aurait dû éviter le mal de mer
Après la mise en service des RABDe 500 "ICN" en 2001 et la livraison progressive de ces derniers, les CFF firent une enquête auprès des utilisateurs de ces rames, pour connaître leur opinion. Dans une bonne partie des cas, le problème du mal de mer était soulevé, dû au système de pendulation active de la rame. En effet, pour franchir les courbes à une vitesse d'environ 20 % supérieure à celle d'un train conventionnel, les ICN épousent au maximum la forme du virage, et de fait s'inclinent, parfois brusquement. 
Aussi, lorsqu'en 2010 les mêmes CFF présentèrent le Twindexx comme un train pendulaire à deux étages, la question du mal de mer fut immédiatement posée. Cependant, lors de la conception du train, Bombardier avait eu à cœur de garantir le confort des voyageurs pendant toute la durée de leur trajet. Le Twindexx est donc le premier train équipé des nouveaux bogies du constructeur canadien : les FLEXX Tronic WAKO. Ceux-ci reposent sur une technologie mécatronique, qui comprend une partie mécanique et une autre électrique. 
Pour en vérifier l'application et les effets, deux exemplaires du WAKO avaient été installés sous une voiture IC 2000 pendant une période de tests qui avait eu lieu début 2011,. Ces contrôles ayant donné des résultats positifs, il fut même question d'adapter la flotte existante des CFF (IC 2000, mais aussi les voitures unifiées IV) avec la technologie WAKO : projet qui n'a pas a été poursuivi ultérieurement par les CFF.  
Intégré dans les suspensions traditionnelles du train, le système WAKO devait permettre une vitesse de 15 % supérieure à celle d'un IC 2000, grâce à un système de vérins qui remettent la caisse dans le "bon sens" du virage, atténuant de ce fait les secousses engendrés par les Pendolino traditionnels. Au lieu de s'incliner à un maximum de 8° à l'intérieur de la courbe, le Twindexx ne penche qu'à 2° maximum.
En juillet 2022, les CFF annoncent l'abandon définitif du WAKO à cause de problèmes de confort et de coûts d'entretien.

### Le système mécatronique WAKO
Comme cité plus haut, le système WAKO repose sur une technologie mécatronique, mêlant mécanique et électronique. Cette dernière partie comporte d'ailleurs un actionneur électro-hydraulique, développé par Liebherr, chargé d'actionner des vérins au passage dans un virage. 
La partie mécanique de WAKO se compose de bielles antiroulis en position oblique vers l'intérieur, afin que leur point d'intersection fictif, situé au niveau du pont supérieur, se situe au-dessus du centre de gravité de la voiture. De fait, celle-ci tendra déjà à se remettre en position horizontale au passage dans un virage. En renforcement, la partie électronique de WAKO, deux actionneurs électro-hydrauliques Liebherr situés sur une barre de guidage, continuent de tirer la voiture vers l'extérieur du virage. Et si une défaillance devait survenir sur l'un des deux actionneurs, celui restant pourrait également gérer l'électronique du système de manière autonome, sans impact sur la vitesse. Enfin, si les deux actionneurs étaient complètement hors-service, ils serviraient simplement d'amortisseurs hydrauliques ; cependant, la vitesse du train devrait être légèrement réduite. Ce système compact a permis une largeur de caisse plus grande, notamment en première classe. 

### Le voyageur au centre de toutes les attentions
Selon les dires de Bombardier et des CFF à la signature du contrat en 2009, le Twindexx a été conçu pour apporter un plus grand confort. Absence de vibrations, étanchéité des éléments prises électriques 230 V en première et deuxième classe, réception téléphonique 4G. Le Twindexx comportera en outre une toilette adaptée aux handicapés, un espace-jeux pour les enfants (situé dans la voiture de tête de deuxième classe), des caméras de vidéo-surveillance et enfin un système de climatisation réglé d'après le nombre de voyageurs présents dans le train. 
Il est à noter que pour donner une toute première vue d'ensemble aux clients, Bombardier avait construit une maquette en bois à l'échelle 1:1 du Twindexx (type IC 200) au début de l'année 2011, qui avait été présentée à des spécialistes en août de la même année. Après un examen minutieux de ladite maquette, les 200 personnes consultées avaient proposé plus de 1000 suggestions, dont les plus grandes ont engendré les retards précédemment dépeints. Dans le même ordre d'idées, après la signature du contrat portant sur la livraison de 29 trains EC 250 « Giruno », Stadler Rail a construit une maquette similaire, afin d'éviter les mêmes remous que son concurrent de l'époque,.